# Hans Engelbrecht
Hans Hugo Karl Engelbrecht (ur. 22 kwietnia 1854 w Rekowie, zm. 8 lutego 1933 w Hanowerze) – oficer Armii Cesarstwa Niemieckiego, generał major.

## Kariera
Był synem właściciela ziemskiego Hansa Engelbrechta i Franziski Piper. W 1870 wstąpił do 42. Pułku Piechoty, a 18 listopada tego samego roku został awansowany do stopnia podporucznika (niem. Leutnant). W 1877 roku przeszedł do 6 Pułku Grenadierów i 13 kwietnia 1880 roku otrzymał awans do stopnia podporucznika (niem. Oberleutnant). Rok później został przeniesiony do 128. Pułku Piechoty. 22 marca 1887 roku otrzymał awans na stopień kapitana i został dowódcą kompanii. Po awansie na stopień majora 14 grudnia 1895 roku, mianowany na dowódcę batalionu. Na tym stanowisku pozostał do kwietnia 1902 roku, kiedy został awansowany do stopnia podpułkownika (niem. Oberstleutnant) i rozpoczął służbę w sztabie 45. Pułku Piechoty. 22 kwietnia 1905 roku został awansowany na pułkownika (niem. Oberst), a dwa lata później objął stanowisko dowódcy 84. Pułku Piechoty. Następnie został dowódcą Okręgu Landwehr w Hanower, a po awansie na generała majora, 18 sierpnia 1912 roku, przeszedł w stan spoczynku.

## Odznaczenia
Odznaczenia gen. Engelbrechta to między innymi:
- Order Orła Czerwonego III klasy ze wstęgą
- Order Królewski Korony II klasy
- Odznaka za Służbę Wojskową
- Oficer Orderu Sławy (Tunezja)